# Casa Casals (Ripoll)
La Casa Casals és una obra de Ripoll protegida com a Bé Cultural d'Interès Local.

## Descripció
La casa, construïda entre el jardí d'aquesta i un altre immoble està formada per baixos i dos pisos. Per la banda que dona a la carretera destaca el portal d'accés a l'interior amb brancals de pedra picada; a la dovella central hi ha la data 1950 i un escut. La resta d'obertures, algunes són arcs de punt rodó; tenen els marcs diferenciats. A la façana que dona al jardí hi ha en els baixos una tribuna; al primer pis hi ha una galeria, i al segon un balcó, que sobresurt respecte al pla de la façana, amb baranes de fusta i coberta a dues aigües. Per la banda que dona al riu Ter hi ha, a la segona planta, una galeria amb arcades de punt rodó. La teulada de la casa és a dues aigües. El jardí està plantat amb diversos tipus d'arbres, majoritàriament avets, i a la part més baixa que confronta amb el riu, està sistematitzat amb recorreguts d'escales i altres construccions.